# Pilea glaberrima
Pilea glaberrima är en nässelväxtart som först beskrevs av Carl Ludwig von Blume, och fick sitt nu gällande namn av Carl Ludwig von Blume. Pilea glaberrima ingår i släktet pileor, och familjen nässelväxter. Inga underarter finns listade i Catalogue of Life.